# RFL Championship 1952-53
El Championship de 1952-53 fue la 58.º edición del torneo de rugby league más importante de Inglaterra.

## Formato
Los equipos se enfrentaron en formato de todos contra todos, los primeros cuatro equipos clasificaron a postemporada.
Se otorgaron 2 puntos por cada victoria, 1 por el empate y 0 por la derrota.

## Desarrollo

### Tabla de posiciones
| Pos. | Equipo               | Encuentros | Encuentros | Encuentros | Encuentros | Tantos | Tantos | Puntos |
| Pos. | Equipo               | PJ         | PG         | PE         | PP         | F      | C      | Puntos |
| ---- | -------------------- | ---------- | ---------- | ---------- | ---------- | ------ | ------ | ------ |
| 1    | St Helens RFC        | 36         | 32         | 2          | 2          | 769    | 273    | 66     |
| 2    | Halifax RLFC         | 36         | 29         | 2          | 5          | 620    | 309    | 60     |
| 3    | Bradford Northern    | 36         | 28         | 0          | 8          | 700    | 329    | 56     |
| 4    | Huddersfield Giants  | 36         | 27         | 2          | 7          | 747    | 366    | 56     |
| 5    | Barrow Raiders       | 36         | 27         | 1          | 8          | 585    | 322    | 55     |
| 6    | Leeds Rhinos         | 36         | 24         | 0          | 12         | 690    | 452    | 48     |
| 7    | Leigh Centurions     | 36         | 23         | 2          | 11         | 556    | 377    | 48     |
| 8    | Oldham RLFC          | 36         | 22         | 2          | 12         | 599    | 280    | 46     |
| 9    | Warrington Wolves    | 36         | 20         | 1          | 15         | 733    | 486    | 41     |
| 10   | Whitehaven RLFC      | 36         | 19         | 3          | 14         | 465    | 486    | 41     |
| 11   | Wigan Warriors       | 36         | 19         | 2          | 15         | 673    | 414    | 40     |
| 12   | Hunslet FC           | 36         | 20         | 0          | 16         | 485    | 358    | 40     |
| 13   | Salford Red Devils   | 36         | 20         | 0          | 16         | 508    | 441    | 40     |
| 14   | Swinton Lions        | 36         | 18         | 0          | 18         | 441    | 401    | 36     |
| 15   | Hull FC              | 36         | 17         | 2          | 17         | 461    | 451    | 36     |
| 16   | Workington Town      | 36         | 16         | 2          | 18         | 453    | 460    | 34     |
| 17   | Keighley Cougars     | 36         | 16         | 1          | 19         | 465    | 547    | 33     |
| 18   | Wakefield Trinity    | 36         | 16         | 0          | 20         | 410    | 595    | 32     |
| 19   | Dewsbury Rams        | 36         | 15         | 1          | 20         | 410    | 440    | 31     |
| 20   | Castleford Tigers    | 36         | 15         | 0          | 21         | 392    | 502    | 30     |
| 21   | Batley Bulldogs      | 36         | 14         | 2          | 20         | 405    | 579    | 30     |
| 22   | Rochdale Hornets     | 36         | 13         | 3          | 20         | 443    | 536    | 29     |
| 23   | Widnes Vikings       | 36         | 13         | 2          | 21         | 336    | 478    | 28     |
| 24   | Featherstone Rovers  | 36         | 12         | 1          | 23         | 415    | 535    | 25     |
| 25   | York FC              | 36         | 10         | 0          | 26         | 370    | 496    | 20     |
| 26   | Doncaster RLFC       | 36         | 10         | 0          | 26         | 377    | 665    | 20     |
| 27   | Broughton Rangers    | 36         | 10         | 0          | 26         | 301    | 705    | 20     |
| 28   | Hull Kingston Rovers | 36         | 9          | 1          | 26         | 337    | 646    | 19     |
| 29   | Bramley RLFC         | 36         | 6          | 0          | 30         | 293    | 898    | 12     |
| 30   | Liverpool Stanley    | 36         | 4          | 0          | 32         | 225    | 837    | 8      |

|  | Clasificados a postemporada. |

### Postemporada

#### Semifinal
| 2 de mayo de 1953 | Halifax RLFC | 18 - 16 | Bradford Northern |  |  |

| 2 de mayo de 1953 | St. Helens RFC | 46 - 0 | Huddersfield Giants |  |  |

#### Final
| 9 de mayo de 1953 | St Helens RFC | 24 - 14 | Halifax RLFC | Maine Road, Mánchester |  |

| Bandera de Inglaterra |
| Campeón St Helens RFC |
| Segundo título        |